# Стюарт, Джим (футболист)
Джеймс Гэрвин Стюарт (англ. James Garvin Stewart; род. 9 марта 1954, Килвиннинг, Айршир) — шотландский футболист, вратарь.

## Карьера

### Клубная карьера
Во взрослом футболе дебютировал в 1972 году в клубе «Килмарнок», где провёл первые пять сезонов своей игровой карьеры.
В 1977 году перешёл в английский клуб «Мидлсбро», за который отыграл три сезона. В 1980 году вернулся в Шотландию и начал выступать за столичный клуб «Рейнджерс». В первом же сезоне вместе с командой стал обладателем Кубка Шотландии, а также дважды завоёвывал Кубок шотландской лиги. В 1983 году Стюарт непродолжительное время выступал за клуб «Дамбартон» на правах аренды.
В 1984 году стал выступать за другой шотландский клуб «Сент-Миррен». Завершил карьеру футболиста в 1986 году в клубе «Партик Тисл», где отыграл менее одного сезона, выйдя на поле в восьми матчах.

### Карьера в сборной
В 1977 году дебютировал в официальных матчах в составе национальной сборной Шотландии. Кроме того, в 1974 году входил в состав команды, выступавшей на чемпионате мира в Германии, но все матчи своей команды провёл на скамейке запасных.
Свою первую игру за сборную провёл 15 июня 1977 года в товарищеском матче против команды Чили (4:2). В последний раз в составе национальной команды вышел на поле 25 октября 1978 года в матче отборочного турнира чемпионата Европы 1980 года против сборной Норвегии (3:2).

### Тренерская карьера
После завершения игровой карьеры Стюарт работал тренером вратарей в ряде английских и шотландских клубов.

## Личная жизнь
У Стюарта есть сын, Колин, который также играл на позиции вратаря за «Килмарнок». Его невестка, Джули Флитинг, также была футболисткой и является одним из лучших бомбардиров в истории женской сборной Шотландии по футболу.

## Достижения
«Рейнджерс»
- Обладатель Кубка Шотландии: 1980/81
- Обладатель Кубка шотландской лиги: 1981/82, 1983/84